# Xã Shalersville, Quận Portage, Ohio
Xã Shalersville (tiếng Anh: Shalersville Township) là một xã thuộc quận Portage, tiểu bang Ohio, Hoa Kỳ. Năm 2010, dân số của xã này là 5.670 người.